# Jayavarman I.
Jayavarman I. (Khmer: ព្រះបាទជ័យវរ្ម័នទី១; † 681) war zwischen etwa 654 und 681 König in Kambodscha, und zwar des Gebietes, das von den Chinesen als Zhēnlà bezeichnet wurde. Nach der in Sanskrit verfassten undatierten kambodschanischen Inschrift K. 1142 (die möglicherweise aus U T'ong in Thailand stammt) war er der Sohn eines gewissen Candravarman und der namentlich nicht genannten Enkelin von Īśānavarman I. (dem König, der zwischen etwa 616 und 637 im nördlichen Kambodscha regierte).
Nach Īśānavarman hat offensichtlich einer seiner Söhne, Bhavavarman II., die Nachfolge seines Vaters angetreten, obwohl es laut der Inschrift K. 1142 einen namentlich nicht bekannten Kronprinzen (yuvarāja) gab (Jacques 2007: 41-53), Vater jener mit Candravarman verheirateten Tochter. Die ebenfalls undatierte Inschrift K. 1150 aus Khău Nôy (Thailand) berichtet jedoch von einem gewissen poñ (Würdenträger) namens Śivadatta, der der Sohn des Īśānavarman und Bruder von Bhavavarman II. war (siehe Jacques 1986: 87). Śivadatta ist schon aus der Inschrift K. 54 aus Kdĕi Aṅ (IC III; 157-163, Zeile 8) vom 12. April 628 bekannt. Möglicherweise hatten Śivadatta und Bhavavarman II. verschiedene Mütter (Heng 2016: 488).
Das früheste Datum von Bhavavarman II. findet sich in der Inschrift K. 79 aus Tà Kèv / Prov. Kandàl vom 5. Januar 644 (IC II: 69-72)1 und das letzte bekannte ist Mittwoch, der 25. März 655 aus der Inschrift K. 21 aus Poñā Hòr (Prov. Tà Kèv).
Gegen Ende seiner Herrschaft bildete sein Großneffe Jayavarman (I.) eine eigene Machtbasis auf, wie aus der Inschrift K. 1201 aus Huei Kadian (Champassak / Süd-Laos) vom 18. Mai 654 hervorgeht (Santoni / Hawixbrock 1999: 396; Lorrillard 2014: 195). Bereits drei Jahre später ist er durch die Inschriften K. 447 aus Bàsĕt (Prov. Băttaṃbaṅ; IC II: 193-195) und K. 493 aus Tûol Kôk Práḥ (Prov. Prei Vêṅ; IC II: 149-152), beide datiert auf den 14. Juni 657, bezeugt. Dies war der Beginn einer langen Herrschaft, die er in der Folgezeit fast über das ganze Land ausübte, was durch zahlreichen Inschriften belegt ist.
Jayavarmans Vater Candravarman ist laut K. 1142 Sohn des Paares Kauṇḍinya und Somā, der Tochter eines nicht näher charakterisierten Soma. Es spricht vieles dafür, dass der Träger des Namens Kauṇḍinya zum gleichnamigen Klan gehörte, der in Fúnán geherrscht hatte und somit letztlich durch Jayavarman I. eine Verbindung zwischen Fúnán und Zhēnl hergestellt wurde.

## Etablierung eines neuen Reiches
Während der Herrschaft von Jayavarman I. wurde eine neuartige Form der Verwaltung etablierte, die es ermöglichte, Steuern in Form von Gütern und Geld einzutreiben. So gab es die
- rājasabhāpati oder Hofvorstehers
- hotar oder Oberpriester
- mahāsvaphadi als Gouverneur von Sresthrapura
- samāntagajapad oder Vorsteher der königlichen Elefantentruppen
- dhānyākarapati oder Vorsteher der Kornspeicher.

Da Jayavarman wohl keinen männlichen Thronerben hinterließ, zerfiel sein Staat nach seinem Tod. Jayavarman I. starb vermutlich 681.